# Zone économique exclusive de Wallis-et-Futuna

La zone économique exclusive de Wallis-et-Futuna parmi les ZEE de l'Océanie. En violet, la zone économique exclusive de la France.

La zone économique exclusive de Wallis-et-Futuna est la zone économique exclusive (ZEE) autour de la collectivité d'outre-mer française de Wallis-et-Futuna. Instaurée par décret en 1978, elle fait partie de la ZEE de la France et a une superficie de 256 742 km2. En comptant les eaux intérieures (189 km2) et la mer territoriale (5 632 km2), les eaux territoriales françaises à Wallis-et-Futuna s'étendent sur 262 563 km2. Les limites de la ZEE coïncident avec cinq frontières maritimes de la France avec les territoires voisins : Tonga, Fidji, Nouvelle-Zélande (archipel des Tokelau), Tuvalu et Samoa.
Au sein de cette zone, les habitants se livrent à la pêche côtière, et des accords ont été passés depuis 1991 avec les États-Unis pour l'exploitation des ressources halieutiques en échange de rétributions financières. Dans les années 2010, la ZEE de Wallis-et-Futuna est explorée et cartographiée afin d'y détecter d'éventuelles ressources minières sous-marines, ce qui soulève une grande opposition de la part de la population et des chefferies locales, et le processus législatif et industriel est interrompu. Ce projet minier met en évidence deux types de souveraineté concurrentes sur la zone économique exclusive : officiellement sous souveraineté française, cet espace maritime fait l'objet de revendications de la part des rois et chefs coutumiers wallisiens et futuniens, qui y voient une continuité avec les terres dont ils ont la gestion.

## Situation géographique
La zone économique exclusive de Wallis-et-Futuna est située dans l'Océan Pacifique. Elle se trouve autour des îles de Wallis, de Futuna et d'Alofi. C'est l'une des quatre zones économiques exclusives françaises situées en Océanie, avec celle de la Polynésie française, celle de la Nouvelle-Calédonie et celle de Clipperton. De par la situation insulaire de Wallis-et-Futuna, cette zone économique exclusive marque également plusieurs frontières de la France avec les pays et territoires voisins : avec les Fidji, les Samoa, la Nouvelle-Zélande (Tokelau), les Tonga et les Tuvalu.
Cette ZEE recouvre plusieurs zones tectoniques actives, avec plusieurs zones volcaniques actives. En 2010, 2011 et 2012 le sud de la ZEE a été cartographiée en détail par trois expéditions menées par l'Ifremer et financée à la fois par le gouvernement français, des instituts de recherches publics et des entreprises privées, intéressées par une potentielle exploitation des ressources des fonds marins. Ces expéditions ont permis de découvrir plusieurs volcans, dont le plus important est le Kulo Lasi, au sud-est de Futuna, qui mesure 20 kilomètres de diamètre.

## Historique
La zone économique exclusive de Wallis-et-Futuna a été établie en 1978 par un décret, en même temps que les ZEE de Nouvelle-Calédonie, de Polynésie française et de Clipperton. Les zones économiques exclusives sont ensuite consacrées par la conférence de Montego Bay en 1982.
La méthode de l'équidistance a été utilisée pour déterminer l'étendue de la zone économique exclusive autour de Wallis-et-Futuna. Une partie de cette zone a été fixée par des accords : en 1980 avec Tonga, en janvier 1983 avec Fidji, Tuvalu en 1985 (puis 2014) et la Nouvelle-Zélande (qui administre l'archipel des Tokelau) en juin 2003. Seule la frontière avec les Samoa n'a pas été délimitée. Le nord de la ZEE de Wallis-et-Futuna, entre celle des Tuvalu et celle de Tokelau, n'a de frontière avec aucun territoire et donne sur les eaux internationales.
En 2012, la France dépose une demande d'extension du plateau continental auprès de la Commission des limites du plateau continental (CLPC), conjointement avec la Nouvelle-Zélande et Tuvalu ; la réponse peut prendre de nombreuses années à arriver, en raison des nombreuses demandes déposées par les États auprès de cette commission, dans un contexte d'intérêt stratégique des fonds marins pour les ressources potentielles qui s'y trouvent. L'extension serait de 17 000 km2, à partager entre la France, Tuvalu et la Nouvelle-Zélande.
La montée des eaux induite par le changement climatique pourrait provoquer une modification des frontières maritimes pour de nombreux archipels du Pacifique, y compris Wallis-et-Futuna.

## Exploitation
Les eaux territoriales françaises autour de Wallis-et-Futuna présentent un intérêt économique par les ressources qui s'y trouvent. C'est notamment un lieu de pêche, même si aucune pêche industrielle n'existe localement. Dans les années 2000 puis 2010, différentes expéditions sont menées afin de d'étudier les ressources du sous-sol, dans un contexte international de course aux terres rares et nodules polymétalliques.

### Pêche

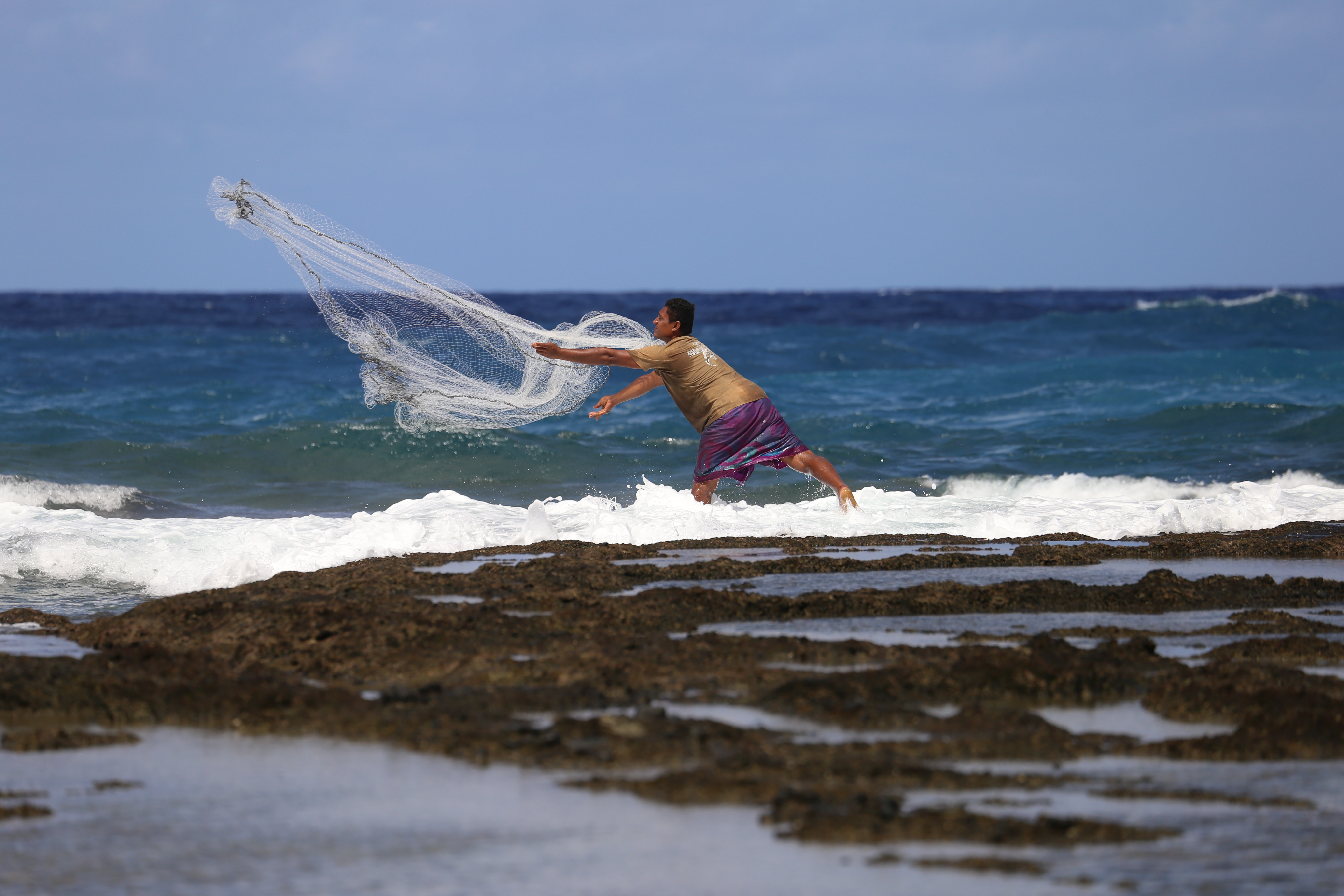
Pêche à l'épervier à Futuna en 2018. La pêche est artisanale et réalisée proche des côtes par les habitants.

La pêche à Wallis-et-Futuna est essentiellement artisanale et se pratique majoritairement dans le lagon (à Wallis) ou sur le récif frangeant, il n'existe pas de flotte de pêche industrielle. Face à l'épuisement des stocks halieutiques dans le lagon de Wallis, l'Assemblée territoriale encourage la pêche en haute mer : les pêcheurs bénéficient d'une remise sur le carburant, le matériel et l'entretien.
En 1991, des accords de pêche sont passés avec les États-Unis pour l'exploitation de la ZEE. Ces accords prennent fin au début des années 2000, et depuis les ressources halieutiques sont peu exploitées. En 2015, un nouvel accord franco-américain est annoncé et suscite de vives réactions parmi les autorités locales, qui estiment que les contreparties financières versés par les États-Unis sont trop faibles.
En 2010, un thonier-palangrier est subventionné par l’État français pour alimenter le marché local en thon, mais s'avère rapidement un échec commercial. Les pouvoirs publics durcissent alors les conditions pour attribuer des aides à la construction de bateaux.

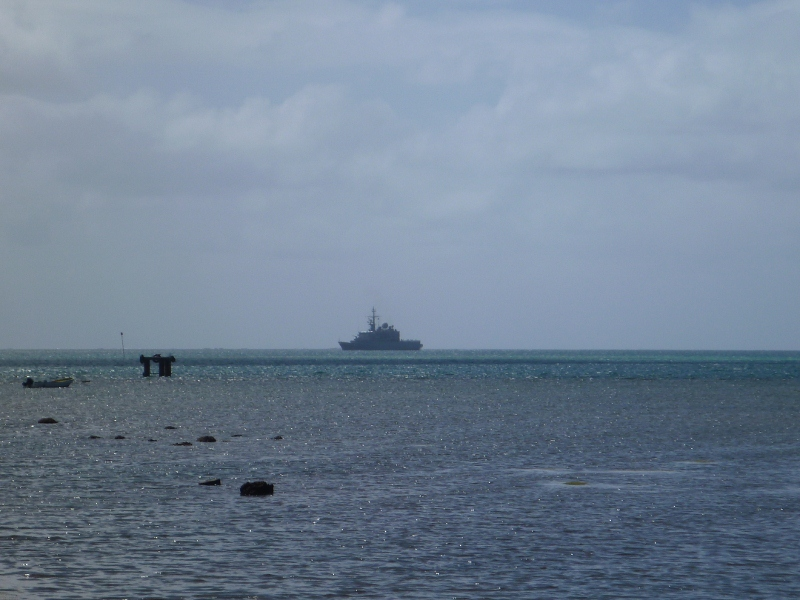
Un navire de la marine française dans le lagon de Wallis en novembre 2012.

La zone économique exclusive de Wallis-et-Futuna est régulièrement surveillée par des navires de la marine nationale française afin de repérer d'éventuels navires de pêche illégaux,,.

### Ressources minières sous-marines

#### Premières explorations (2010-2012)

Location du volcan sous-marin Kulo Lasi, découvert en 2010, au sein de la ZEE.

Les fonds marins de la ZEE de Wallis-et-Futuna intéressent l’État français et des entreprises privées, car des ressources telles que les nodules polymétalliques pourraient y être exploitées. En 2010 et 2012, trois campagnes d'exploration sont menées par un consortium public-privé (instituts de recherche publics avec l'Ifremer et le Bureau de recherches géologiques et minières, ainsi que des entreprises minières : Technip, Areva et Eramet). Plusieurs zones volcaniques actives sont découvertes, en particulier le volcan Kulo Lasi, volcan sous-marin toujours en activité et autour duquel se trouvent des amas sulfurés « potentiellement riches en métaux stratégiques » comme du zinc. Cependant, aucune zone exploitable par des industries minière n'a été mise en évidence. La localisation de ressources accessibles, une étude de la biodiversité locale et du potentiel économique de l'extraction minière sous-marine seraient nécessaires avant d'envisager une possible exploitation des amas sulfurés. C'est en ce sens que l'entreprise SialeO, filiale d'Eramet, demande au gouvernement français en septembre 2013 un permis exclusif pour explorer les ressources minières.
Néanmoins, ce permis est refusé par l’État car n'y a pas en 2012 de cadre juridique en place et une extension du code minier français à Wallis-et-Futuna est nécessaire pour délivrer des permis d'exploration et d'exploitation de ces ressources.

#### Opposition au projet minier et interruption
Le statut de 1961 prévoit que la gestion du foncier soit dévolue aux autorités coutumières (il est ainsi impossible d'acheter des terres à Wallis-et-Futuna). Cette situation juridique particulière provoque un conflit d'interprétation sur la question du droit des fonds marins. Les chefferies coutumières refusent que la France s'attribue la propriété des eaux territoriales et des fonds marins, arguant que leur autorité sur les terres s'étend également aux fonds marins ; tandis que pour la France, le droit coutumier n'y est pas applicable. Outre la question de la propriété, les coutumiers mettent en avant des préoccupations environnementales et un risque de « brader [leurs] ressources ».
En 2015, l'Assemblée territoriale se dit favorable à l'extension du code minier, ce qui ouvrirait la voie à une exploitation. Certains élus y voient une opportunité économique. En 2016, l'Assemblée territoriale demande la venue d'experts et en 2018, une « mission de faisabilité d’une expertise collective sur les ressources minérales profondes » de l'Institut de recherche pour le développement (IRD) vient échanger avec les habitants et les autorités. La délégation comprend un géologue, un hydrologue, mais également un anthropologue et une sociolinguiste, afin de discuter des enjeux coutumiers et culturels. À cette occasion, les deux royaumes de Futuna réitèrent leur opposition à toute exploitation sous-marine, et estiment que l’État français doit négocier avec eux et non pas avec l'Assemblée territoriale. Les deux rois de Wallis (dont le Lavelua reconnu officiellement par le préfet en 2016) s'opposent également au projet minier.
En 2019, l'Assemblée territoriale préconise un moratoire de 50 ans sur toute exploitation minière sous-marine ; toutefois, ce type de décision ne peut être pris que par l’État, car l'Assemblée territoriale ne détient pas le pouvoir exécutif. L'assemblée émet en 2019 un vœu de protection et de gestion durable de la zone maritime, ouvrant la voie à une possible sanctuarisation de la zone économique exclusive en aire marine protégée.

#### Raisons de l'opposition
Pierre-Yves Le Meur et Valelia Muni Toke, participant à cette délégation, estiment que « c’est toute forme de débat autour de la question minière qui a ici été rejetée en bloc, cependant qu’étaient réaffirmées avec insistance les revendications foncières autochtones, terrestres comme maritimes ». Les discussions lors de venue la mission de l'IRD sont compliquées par une forte défiance des habitants envers l’État français, craignant un rapport de type colonial, alors que depuis le passage au statut de territoire d'outre-mer en 1961, les relations avec la puissance tutélaire française sont plutôt perçus comme harmonieux. D'autres Wallisiens et Futuniens mettent en avant l'exemple de Nauru et la forte dégradation environnementale causée par l'extraction minière, ou l'exploitation coloniale de Moruroa par l’État français pour ses essais nucléaires. Pour autant, d'autres exemples d'exploitation minière sont oubliés ou inconnus de la population, comme l'industrie du nickel en Nouvelle-Calédonie.
La question des ressources minières sous-marines apparaît étroitement liée au débat sur la réforme du statut de Wallis-et-Futuna de 1961, et également marquée par les conséquences de la crise coutumière wallisienne débutée en 2005. Pour Pierre-Yves Le Meur et Valelia Muni Toke, l'échec du débat public à Wallis-et-Futuna s'explique aussi car c'est un projet imposé par l’État : « Le projet minier n’émane pas d’une volonté collective locale », contrairement au projet minier mené en Polynésie française. L'opacité des premières explorations en 2010 contribue également à la méfiance des Wallisiens et des Futuniens, certains allant jusqu'à développer des théories complotistes comme quoi l'extraction minière aurait déjà commencé en secret.
Plus généralement, deux visions culturelles et juridiques s'opposent sur la souveraineté de cet espace maritime. D'une part, la vision étatique française, qui sépare la terre (dévolue aux autorités coutumières) d'un côté et la mer de l'autre, régie par la zone économique exclusive. D'autre part, la vision coutumière wallisienne et futunienne établit une continuité entre la terre, le ciel et l'océan. Le Meur et Muni Toke notent que « les jeux d’alliance complexes de la dernière décennie [2010-2020] semblent aboutir à une forme de consensus sur la protection de l’océan comme objet coutumier – la souveraineté de l’État français sur la ZEE se trouvant dès lors remise en question ».
Enfin, la méfiance de la population vis-à-vis des projets d'exploration minière est nourrie par la situation socio-économique difficile de Wallis-et-Futuna : le taux de chômage est élevé, le territoire perd des habitants chaque année qui partent vers la Nouvelle-Calédonie et l'Hexagone, alimentant un sentiment de déclin, voire de disparition. Les projets miniers sont alors interprétés comme un mépris de l’État envers une population dont la vie ne vaudrait pas grand chose. Afin de se protéger d'un avenir incertain, les autorités coutumières locales préfèrent alors, selon Le Meur et Muni Toke, se tourner vers la « patrimonialisation de l’environnement ».